# وارثان اژدها
«وارثان اژدها» (به انگلیسی: The Heirs of the Dragon) نخستین قسمت از اولین فصل سریال تلویزیونی درام فانتزی خاندان اژدها از اچ‌بی‌او است که توسط رایان کندال، یکی از خالقان سریال، در اقتباسی از نیمهٔ دوم رمان آتش و خون اثر جرج آر. آر. مارتین نوشته شده‌است. کارگردانی این قسمت بر عهده میگل سپاچنیک بوده‌است.
«وارثان اژدها» به عنوان نخستین اپیزود سریال به معرفی محیط و شخصیت‌های اصلی آن می‌پردازد. این اپیزود نقدهای بسیار مثبتی دریافت کرد و از کارگردانی سپاچنیک، بازیگران، و اجراها، به ویژه مت اسمیت تمجید شد.

## خلاصه داستان
در سال ۱۰۱ «AC»، در اواخر سلطنت طولانیِ جهریس تارگرین یکم (مایکل کارتر) ملقب به «پادشاهِ پیر»، یک بحران جانشینی پس از مرگ فرزندان او پدیدار می‌شود. پس از آن شورایی برای جلوگیری از یک جنگ داخلی تشکیل می‌شود تا تصمیم گرفته شود که چه کسی در بین نوه‌های پادشاه وارث اعلام شود.
پرنسس رینیس (ایو بست) دختر شاهزاده ایمون، پسر بزرگ پادشاه که چند سال پیش از دنیا رفته، بزرگترین نوهٔ پادشاه است که تعدادی از او حمایت می‌کنند، اما بسیاری از لردها از شاهزاده ویسریسِ جوانتر (پدی کانسیداین)، پسر شاهزاده بئلون، پسر دوم پادشاه که همچنین درگذشته، به دلیل جنسیت مذکر او حمایت می‌کنند. ویسریس سرانجام به‌عنوان وارث قانونی اعلام می‌شود و دو سال بعد، پس از مرگ «پادشاهِ پیر»، جانشین او در تخت آهنین می‌شود.
نه سال بعد، همسر ویسریس، ملکه اِما آرین (سیان بروک)، فرزندی را باردار است که پادشاه از جنسیت مذکر بودن آن مطمئن است، زیرا خوابی در آن مورد دیده‌است. سِر آتو های‌تاور (ریس ایفانز)، دست پادشاه، اصرار دارد که شاهزاده دیمون (مت اسمیت)، فرماندهٔ سیتی‌واچ، نزد همسرش بازگردد، اما ویسریس امتناع می‌کند.
در یک تورنمنت، دختر ویسریس، پرنسس رینیرا (میلی آلکاک)، و دختر آتو، لیدی آلیسنت (امیلی کری)، مجذوب سِر کریستون کول می‌شوند، شوالیه‌ای فرومایه که دیمون را شکست می‌دهد. در همین حال، اِما پس از اینکه ویسریس او را به دلیل زایمان دردناک مجبور به سزارین می‌کند، می‌میرد، و فرزندش بئلون به دنیا آمده، اما او نیز به زودی می‌میرد.
آتو به شورای کوچک اطلاع می‌دهد که شاهد دیمون در یک روسپی‌خانه بوده که جام شرابی را «به سلامتی» بئلون بالا گرفته و او را به عنوان «وارث یک روزه» خطاب کرده‌است. ویسریس، برادرش دیمون را از سلسلهٔ جانشینی حذف می‌کند و پس از نام‌گذاری رینیرا به عنوان وارث خود، به او می‌گوید که اِگان فاتح (Aegon the Conqueror) رؤیای تهدیدی را در سر داشت که وستروس تنها در صورتی می‌تواند آن را شکست دهد که یک تارگرین بر تخت آهنین بنشیند.
در حالی که اربابان وستروس به رینیرا سوگند وفاداری می‌خورند، دیمون و معشوقش میساریا (سونویا میزونو) روی اژدهایش سوار می‌شوند.

## بازیگران

### اصلی
- پدی کانسیداین در نقش پادشاه ویسریس تارگرین یکم[۱]
- مت اسمیت در نقش شاهزاده دیمون تارگرین[۱]
- میلی آلکاک در نقش پرنسس رینیرا تارگرین[۱]
- ریس ایفانز در نقش سر آتو های‌تاور[۱]

### مکمل
- استیو توسان در نقش لرد کورلیس ولاریون[۲]
- ایو بست بست در نقش پرنسس رینیس تارگرین[۲]
- سونویا میزونو در نقش میساریا[۲]
- فابین فرانکل در نقش سِر کریستون کول[۲]
- امیلی کری در نقش لیدی آلیسنت های‌تاور[۲]
- گراهام مک‌تاویش در نقش سِر هرولد وسترلینگ[۲]

## تولید

### نویسندگی و فیلم‌برداری

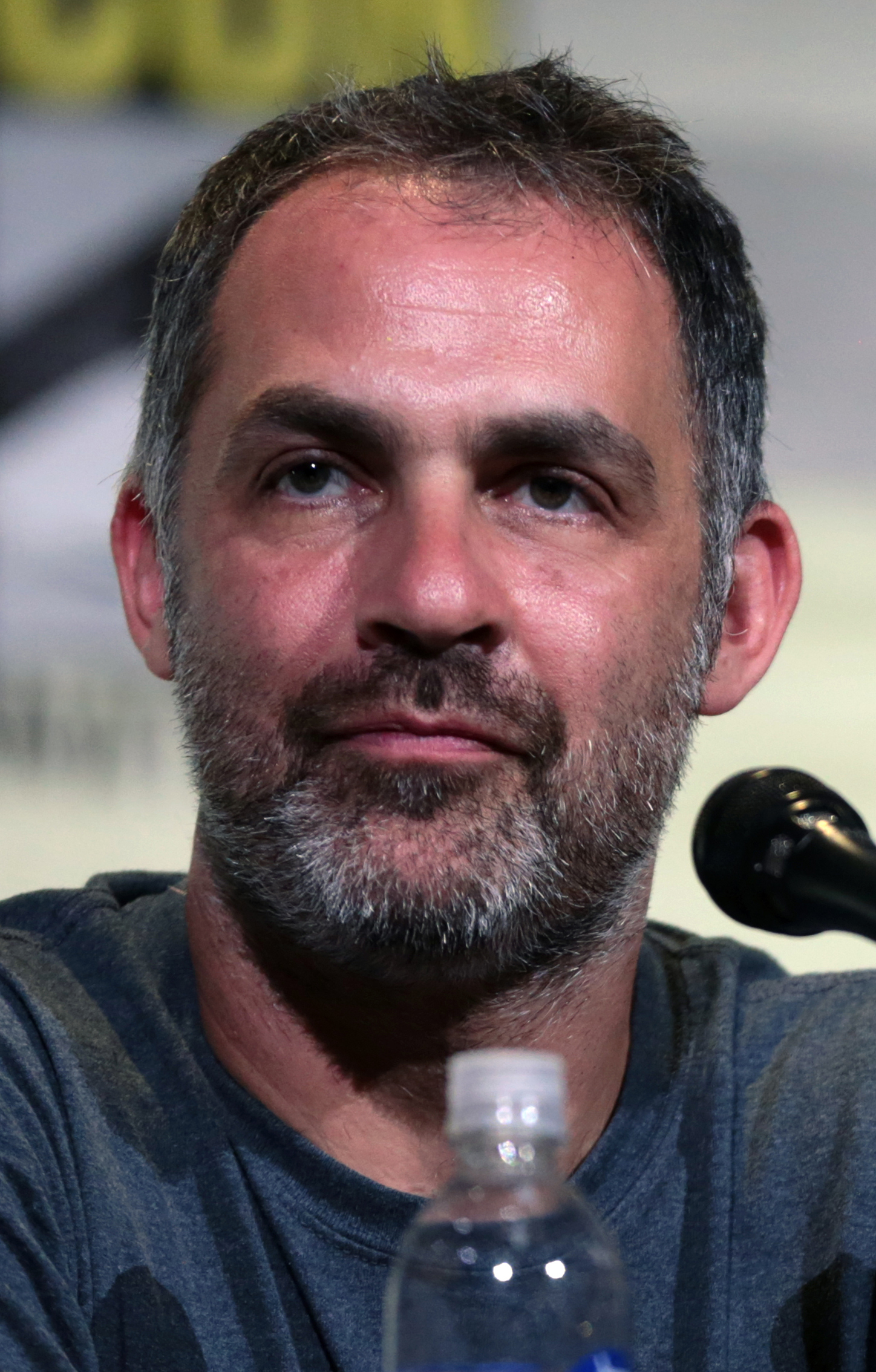
میگل سپاچنیک به عنوان کارگردان فرنچایز بازگشته‌است.

«وارثان اژدها» توسط شورانر و تهیه‌کنندهٔ اجرایی میگل سپاچنیک کارگردانی شده و فیلم‌نامهٔ آنرا رایان کندال از نیمهٔ دوم رمان آتش و خون اثر جرج آر. آر. مارتین نوشته‌است. این نشان‌دهنده بازگشت سپاچنیک به فرنچایز بازی تاج‌وتخت و هفتمین کارگردانی او در این فرنچایز است. او پیش از این اپیزودهای «هدیه»، «نبرد حرامزادگان»، «بادهای زمستان»، «شب دراز» و «ناقوس‌ها» را کارگردانی کرده‌است.

## بازخورد

### رتبه‌بندی
«وارثان اژدها» حدود ۱۰ میلیون بیننده در نخستین نمایش خود داشت. حجم مخاطب باعث از کار افتادن وبسایت اچ‌بی‌او مکس برای برخی از کاربران شد. در این بازه زمانی حدود ۳۷۰۰ مورد گزارش عدم دسترسی به سرویس گزارش شد. اچ‌بی‌او گفت که این تعداد بیننده بزرگ‌ترین بیننده یک روزه برای یک سریال در تاریخ اچ‌بی‌او مکس است. این ادعا توسط اشخاص ثالثی مانند رتبه‌بندی نیلسن تاکنون تأیید نشده‌است، که فقط بینندگان کانال خطی اچ‌بی‌او را جدول‌بندی می‌کند. اچ‌بی‌او در ۲۶ اوت اشاره کرد که تعداد بازدیدها به ۲۰ میلیون در سراسر ایالات متحده افزایش یافته‌است. تنها در اچ‌بی‌او، حدود ۲٫۱۷ میلیون بیننده اولین قسمت را در نخستین پخش آن تماشا کردند.
در بریتانیا، ۱٫۳۹ میلیون بیننده این قسمت را در اسکای آتلانتیک تماشا کردند، که به بزرگ‌ترین نمایش درام در تاریخِ اسکای تبدیل شد.

### پاسخ انتقادی
این اپیزود نقدهای مثبتی را دریافت کرد. در وبسایت بازبینی‌خوانی راتن تومیتوز، ۸۵٪ از ۱۲۷ بررسی منتقدین مثبت است و این قسمت میانگینِ امتیاز ۷٫۵/۱۰ را در اختیار دارد. اجماع این وبسایت چنین می‌نویسید: « «وارثان اژدها» با تحمل سنگینی یک تبارِ مقدسِ تلویزیونی، تماشاگران را یکباره برای بازی تاج‌وتخت دیگری برنمی‌انگیزد، اما صحنه را با مقدار خون فراوان کاملاً تنظیم می‌کند.»